# Bernard Blier
Bernard Blier (Buenos Aires, 11 januari 1916 – Saint-Cloud, 29 maart 1989) was een Frans acteur. Hij speelde tussen 1936 en 1988 in zo'n 180 films, voornamelijk bijrollen. Hij speelde ook regelmatig in toneelstukken. Hij is de vader van Bertrand Blier.

## Leven en werk

### Afkomst en opleiding
Bernard Blier werd in Argentinië geboren doordat zijn vader, die bioloog was aan het Pasteur-instituut, een werkopdracht in Buenos Aires had. Eenmaal terug in Frankrijk vestigde de familie zich in Parijs. De school kon de jonge Blier maar weinig bekoren. In 1931 begon hij toneellessen te volgen bij Raymond Rouleau en Julien Bertheau. Vervolgens wilde hij zijn studies voortzetten aan het fameuze Conservatorium voor dramatische kunst. Hij werd er drie keer geweigerd vooraleer hij les mocht volgen bij Louis Jouvet.

### Debuutjaren en de Tweede Wereldoorlog
Hij debuteerde al vroeg, zowel op het toneel als op het grote scherm. Zijn eerste filmrol werd hem gegeven door Raymond Rouleau. In 1938-1939 speelde hij mee in Hôtel du Nord en Le jour se lève, twee films van Marcel Carné. In die tijd werd Blier ook vader van een zoon, filmregisseur Bertrand Blier.
Toen de Tweede Wereldoorlog uitbrak, werd Blier gemobiliseerd. Na de Duitse invasie werd hij gevangengenomen en opgesloten in een kamp in Oostenrijk. Hij vermagerde er zienderogen maar slaagde er na een jaar in gerepatrieerd te worden. Geruggensteund door zijn nieuwe uiterlijk probeerde hij rollen als verleider te verwerven. Christian-Jaque, Claude Autant-Lara en Marcel Achard hielpen hem aan werk.

### Eind jaren veertig en jaren vijftig: de bijrollen
Aan het eind van de jaren veertig en gedurende de gehele jaren vijftig vertolkte hij de ene na de andere bijrol in een vijftigtal films van de hand van de klassieke filmregisseurs van die tijd, zoals Jean-Paul Le Chanois en Christian-Jaque. In 1958 deed de Italiaanse filmwereld een eerste keer een beroep op zijn kwaliteiten. Hij kreeg eindelijk rollen in meer dan dertig films waarin hij voluit zijn acteertalent kon laten zien.

### Succesvolle jaren zestig
De jaren zestig waren heel succesrijk voor Blier, die speelde in ongeveer vijftig commerciële films van regisseurs als Georges Lautner, Henri Verneuil en Edouard Molinaro. Hij was er de tegenspeler van de bekendste Franse acteurs: Jean Gabin, Jean-Paul Belmondo, Lino Ventura, Louis de Funès en anderen.

### Jaren zeventig: bevestiging van zijn komisch talent
In de jaren zeventig werd hij gevraagd door nieuwlichters als Pierre Richard, Michel Audiard en Jean Yanne. Acteur Richard en scenarist Audiard deden een beroep op zijn komisch talent voor hun debuutfilm en voor een aantal van hun daaropvolgende komedies. Ook acteur Yanne gaf hem een ereplaats in zijn satirische komedies. Hij maakte ook twee films in een regie van zijn zoon: Calmos (1976) en Buffet froid (1979).

### Italiaanse jaren tachtig
In de jaren tachtig bestendigde hij zijn carrière in Italië. Hij kreeg er tijdens de uitreiking van de Premi David di Donatello, de belangrijkste filmprijzen, de prijs voor de beste mannelijke bijrol in Speriamo che sia femmina, een komedie van Mario Monicelli, de regisseur die zorgde voor zijn Italiaanse doorbraak met La Grande Guerra en met wie hij in het totaal acht films maakte.
In 1985 stelde men bij Blier prostaatkanker vast. Toch bleef hij filmrollen aanvaarden. Enkele weken voor zijn overlijden kreeg hij nog de César d'honneur ter bekroning van zijn gehele carrière. Hij overleed in 1989 op 73-jarige leeftijd.

## Filmografie (selectie bioscoopfilms)
- 1936: Trois, six, neuf (Raymond Rouleau)
- 1938: Hôtel du Nord (Marcel Carné)
- 1939: Le jour se lève (Marcel Carné)
- 1942: La Symphonie fantastique (Christian-Jaque)
- 1943: Marie-Martine (Albert Valentin)
- 1947: Dédée d'Anvers (Yves Allégret)
- 1947: Quai des Orfèvres (Henri-Georges Clouzot)
- 1949: L'École buissonnière (Jean-Paul Le Chanois)
- 1949: Manèges (Yves Allégret)
- 1950: Sans laisser d'adresse (Jean-Paul Le Chanois)
- 1953: Avant le déluge (André Cayatte)
- 1955: Le Dossier noir (André Cayatte)
- 1955: Les hussards (Alex Joffé)
- 1956: Crime et Châtiment (Georges Lampin)
- 1958: Les Misérables (Jean-Paul Le Chanois)
- 1958: Les Grandes Familles (Denys de La Patellière)
- 1958: Archimède le clochard (Gilles Grangier)
- 1959: La grande guerra (Mario Monicelli)
- 1959: Marie-Octobre (Julien Duvivier)
- 1961: Le Président (Henri Verneuil)
- 1961: Le cave se rebiffe (Gilles Grangier)
- 1961: Le Monocle noir (Georges Lautner)
- 1962: Germinal (Yves Allégret)
- 1963: Cent mille dollars au soleil (Henri Verneuil)
- 1963: I compagni (Mario Monicelli)
- 1963: Les Tontons flingueurs (Georges Lautner)
- 1964: Les Barbouzes (Georges Lautner)
- 1965: Les Bons Vivants (Gilles Grangier en Georges Lautner)
- 1965: Quand passent les faisans (Edouard Molinaro)
- 1965: Casanova 70 (Mario Monicelli)
- 1966: Le Grand Restaurant (Jacques Besnard)
- 1967: Peau d'espion (Edouard Molinaro)
- 1967: Coplan sauve sa peau (Yves Boisset)
- 1967: Si j'étais un espion (Bertrand Blier)
- 1967: Lo straniero (Luchino Visconti)
- 1968: Riusciranno i nostri eroi a ritrovare l'amico misteriosamente scomparso in Africa? (Ettore Scola)
- 1968: Caroline chérie (Denys de La Patellière)
- 1968: Faut pas prendre les enfants du bon Dieu pour des canards sauvages (Michel Audiard)
- 1969: Mon oncle Benjamin (Edouard Molinaro)
- 1970: Le Distrait (Pierre Richard)
- 1970: Elle boit pas, elle fume pas, elle drague pas, mais... elle cause! (Michel Audiard)
- 1971: Jo (Jean Girault)
- 1972: Le Tueur (Denys de La Patellière)
- 1972: Tout le monde il est beau, tout le monde il est gentil (Jean Yanne)
- 1972: Le Grand Blond avec une chaussure noire (Yves Robert)
- 1973: Moi y'en a vouloir des sous (Jean Yanne)
- 1974: Ce cher Victor (Robin Davis)
- 1974: La Main à couper (Étienne Périer)
- 1974 - Bons baisers... à lundi (Michel Audiard)
- 1974: C'est pas parce qu'on a rien à dire qu'il faut fermer sa gueule (Jacques Besnard)
- 1975: Amici miei (Mario Monicelli)
- 1976: Le Corps de mon ennemi (Henri Verneuil)
- 1976: Calmos (Bertrand Blier)
- 1978: Série noire (Alain Corneau)
- 1979: Buffet froid (Bertrand Blier)
- 1980: Voltati Eugenio (Luigi Comencini)
- 1981: Passione d'amore (Ettore Scola)
- 1981: Il turno (Tonino Cervi)
- 1984: Cuore (Les Belles Années) (Luigi Comencini)
- 1984: Ça n'arrive qu'à moi (Francis Perrin)
- 1985: Scemo di guerra (Dino Risi)
- 1986: Speriamo che sia femmina (Mario Monicelli)
- 1987: I Picari (Mario Monicelli)
- 1988: Les Possédés (Andrzej Wajda)
- 1988: Mangeclous (Moshé Mizrahi)